# Alpine A310
Alpine A310 byl sportovní automobil a nástupce modelu A110.

## Historie

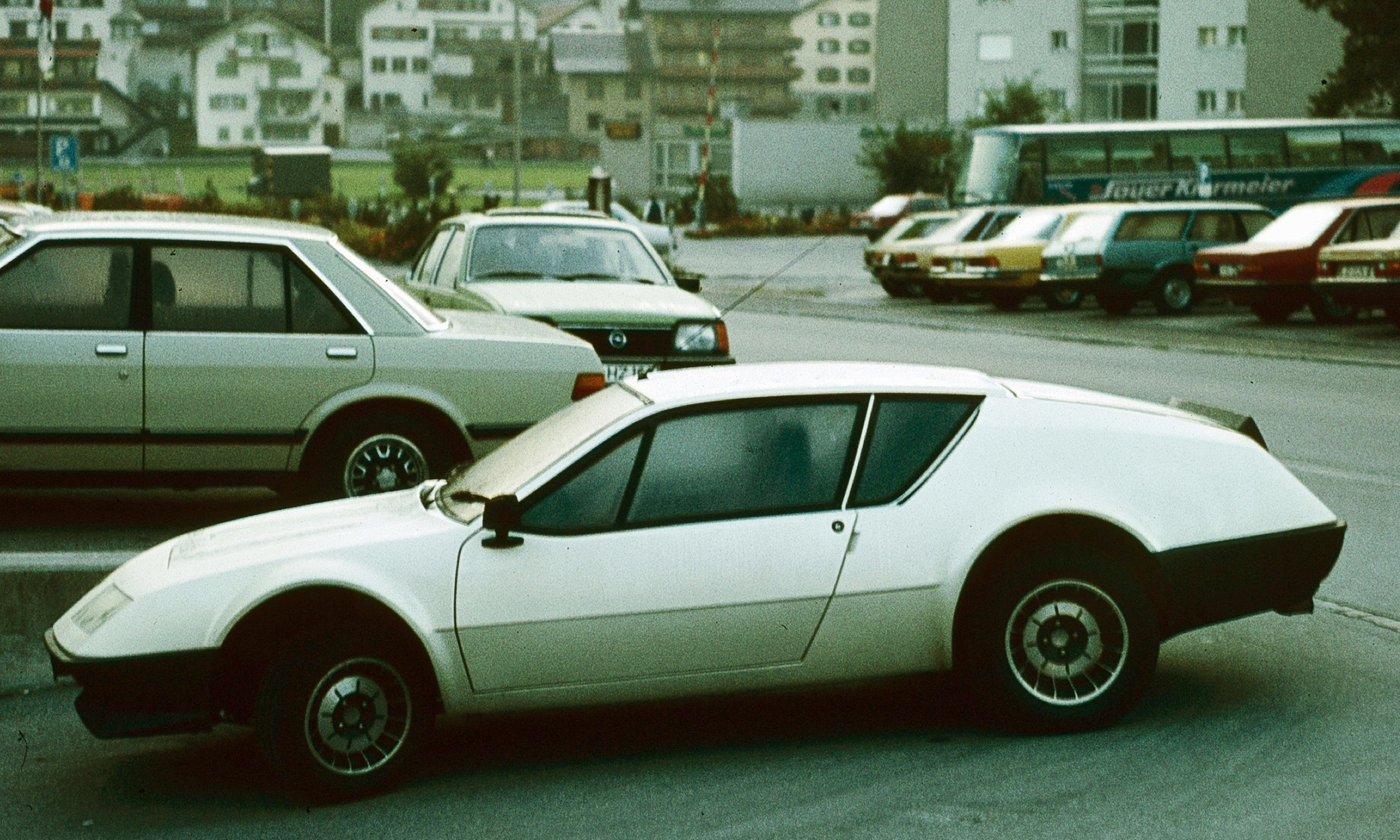
A310

Představen byl na ženevském autosalonu. Výroba probíhala v letech 1971 až 1976. Vyrobeno bylo 2340 kusů. Vozidlo na rozdíl od předchůdce mělo velmi futuristický vzhled. 

## Technická data
Čtyřválec pocházel z vozu Renault 16. Zdvihový objem byl 1605 cm³ a měl výkon 93 kW při 6250 otáčkách za minutu. Maximální rychlost byla 211 km/h. V roce 1976 byl vůz lehce modernizován a byl vybaven silnějším motorem V6 PRV s objemem 2664 cm³.
| Název      | Výkon  | Točivý moment           | Převodovka | Max. rychlost | 0–100 km/h |
| ---------- | ------ | ----------------------- | ---------- | ------------- | ---------- |
| 1,6 l      | 93 kW  | 146 Nm při 5000 ot./min | 5°man      | 211 km/h      | 8,1 s      |
| 2.7 V6 PRV | 110 kW | 203 Nm při 3500 ot./min | 5°man      | 220 km/h      | 7,4 s      |

## V médiích
Tento automobil se objevil v prvním díle japonské animované série Neon Genesis Evangelion. Automobil vlastnila jedna z hlavních postav - Misato Katsuragi. 